# Arabella Goddard

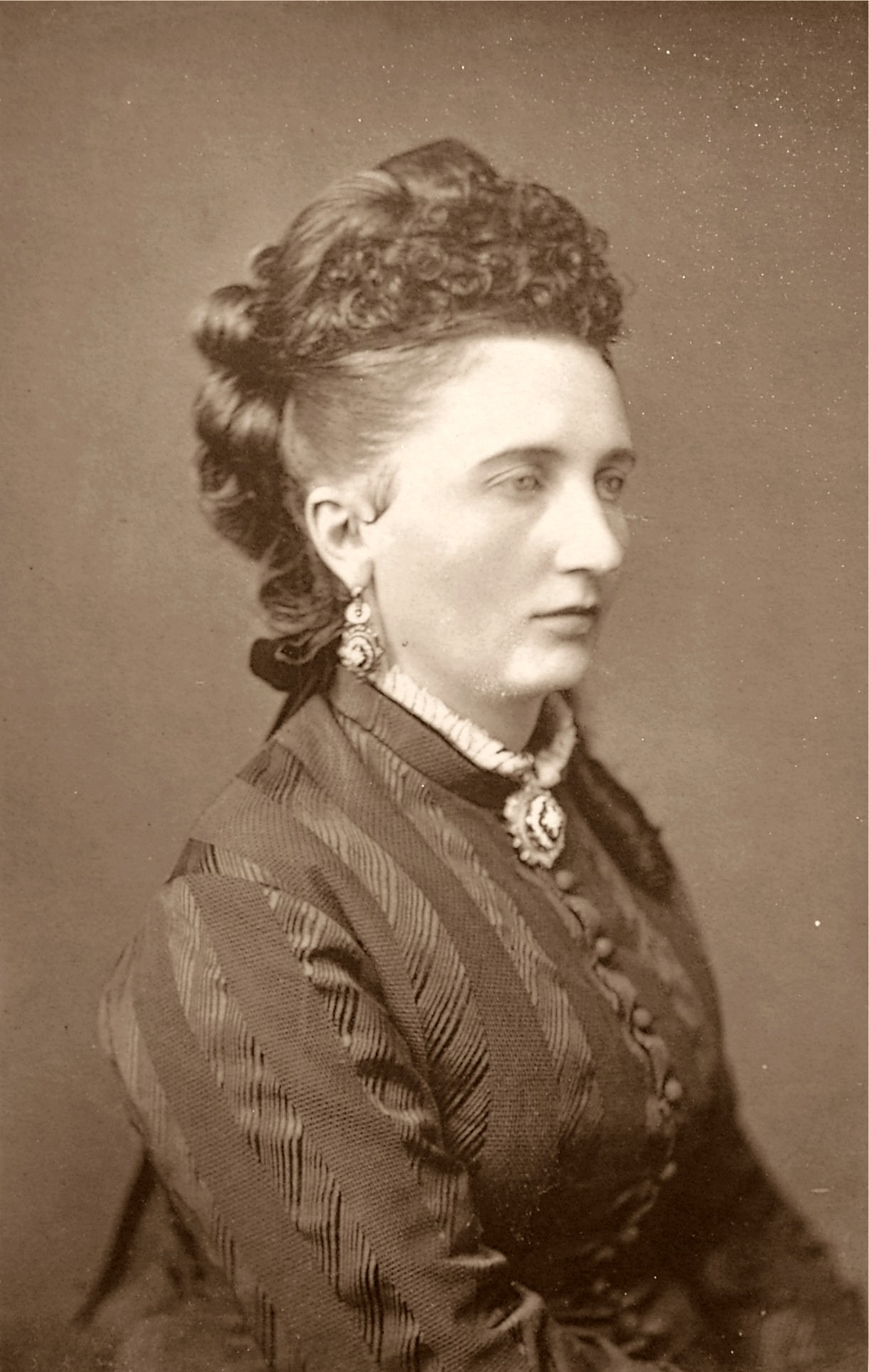
Arabella Goddard.

Arabella Goddard, född 12 januari 1836 i Saint-Servans vid Saint-Malo i Bretagne, död 6 april 1922 i Boulogne-sur-Mer, var en brittisk pianist. 
Goddard, som hade engelska föräldrar, var lärjunge till Friedrich Kalkbrenner, Ignaz Moscheles och Sigismund Thalberg. Hon framträdde redan 1850 i London samt 1855 i Berlin, Leipzig och Paris. År 1860 ingick hon äktenskap med James William Davison, som i egenskap av musikkritiker vid The Times och redaktör för musiktidningen Musical World kunde ge hennes betydande talang anseende i vida kretsar, och under vars ledning hon främst studerade de klassiska mästarnas verk. Åren 1873–76 gjorde hon en stor konsertresa till Ostindien, Australien och Nordamerika.